# Krzysztof Ziaja
Krzysztof Ziaja (ur. 1947) – polski chirurg, profesor nauk medycznych, prorektor Śląskiej Akademii Medycznej.

## Życiorys
Studiował w Śląskiej Akademii Medycznej, w 1973 r. obronił pracę doktorską, w 1985 r. otrzymał stopień doktora habilitowanego. W 1996 r. uzyskał tytuł profesora nauk medycznych. Był profesorem zwyczajnym i kierownikiem w Katedrze i Klinice Chirurgii Ogólnej i Naczyń na Wydziale Lekarskim Śląskiego Uniwersytetu Medycznego w Katowicach.
Został członkiem zarządu Polskiego Towarzystwa Angiologicznego.